# Schleuse Diemitz
Die Schleuse Diemitz, auch Diemitzer Schleuse, ist eine Bootsschleuse an der Müritz-Havel-Wasserstraße. Sie liegt im gleichnamigen Wohnplatz bei Diemitz, einem Ortsteil von Mirow im Süden des Landkreises Mecklenburgische Seenplatte.

## Beschreibung
Die Schleuse Diemitz wurde in den 1880ern nach dem Finowmaß erbaut und 1977–1978 durch einen Neubau ersetzt. Sie gleicht den Wasserstand zwischen dem Labussee und dem Großen Peetschsee aus und hat eine durchschnittliche Fallhöhe von 1,29 Meter. Die Schleusenkammer kann auf 42,1 m Länge und 5,34 m Breite genutzt werden und wird mit Stemmtoren geschlossen.
Seit dem Aufschwung des Wassertourismus auf der Mecklenburgischen Seenplatte ist die Schleuse Diemitz die meist frequentierte in der Region. Das zuständige Wasserstraßen- und Schifffahrtsamt Oder-Havel sorgt durch Instandsetzungen und den Ausbau der Sportbootwartestellen für einen reibungslosen Betrieb.
Bedient wird die Schleuse Diemitz vor Ort und die Fahrgast- und Sportschifffahrt kann sie von Mitte März bis Ende November zu bestimmten Zeiten nutzen. Mit knapp 40.000 Sportbooten weist die Schleuse Diemitz 2015 bundesweit die meisten Passagen auf.